# Oberkrämer
Oberkrämer är en kommun och ort i Landkreis Oberhavel i förbundslandet Brandenburg i Tyskland.
Kommunen bildades den 27 september 1998 genom en sammanslagning av de tidigare kommunerna Eichstädt, Neu-Vehlefanz und Vehlefanz och ombildades den 31 december 2001 när kommunerna Oberkrämer, Bärenklau, Bötzow, Marwitz och Schwante bildade den nya kommunen Oberkrämer.